# Kaare Klint
Kaare Jensen Klint (15. december 1888 på Frederiksberg – 28. marts 1954 i København) var en dansk arkitekt, møbeldesigner og billedkunstner, bror til Tage Klint.
Han var elev hos sin far, Grundtvigs Kirkes arkitekt P.V. Jensen Klint og arkitekten Carl Petersen, hos hvem han lærte den danske tradition fra klassisk realisme, som den ses hos f.eks. Abildgaard og Bindesbøll. For at kunne frembringe møbler i de rigtige dimensioner interesserede Klint sig for menneskekroppens mål og bevægelser. I 1923 blev Klint ansat ved Kunstakademiet på Skolen for Møbelkunst, og i 1924 blev han docent og 1944 professor i bygningskunst.
Gennem sit eget møbeldesign og sin undervisning prægede han en hel generation af danske møbeldesignere. Han lagde vægt på de gode materialer og perfekt håndværksmæssig forarbejdning. Han havde derfor et særlig tæt samarbejde med Rud. Rasmussens Snedkeri, som stadig producerer en lang række af hans møbelklassikere.
Klint blev aldrig tilhænger af Bauhaus-funktionalismen, og jugendstilens møbler fandt han både for upraktiske og dominerende i rummet.
Klint har tegnet kong Christian X's og dronning Alexandrines stenkister i Roskilde Domkirke. De blev opstillet i 1956 og er udsmykket med fint udhuggede dannebrogsflag, som dækker kisterne.
Af hans mest kendte møbeldesign kan nævnes: Faaborgstolen eller karmstolen til Faaborg Museum fra 1914, Safaristolen fra 1933 og Kirkestolen med flettet søgræs (fransk flet). Den blev tegnet i 1930 til Bethlehemskirken i København, der som den første danske kirke forsøgte sig med stolerader i stedet for bænke. Alle tre stole er stadig i produktion den dag i dag.
Facaden på Grundtvigs Kirkes kororgel blev tegnet i 1940. I 1965 fik kirken sit hovedorgel i vestenden. Facaden blev tegnet af Esben Klint, Kaare Klints søn.
Kaare Klint forsatte som professor indtil sin død i 1954. Han blev begravet på Tibirke Kirkegård, men gravstedet er siden nedlagt.

## Udmærkelser
- 1913: Glashandler Johan Franz Ronges Fond
- 1916 og 1917: Theophilus Hansens Legat
- 1925: Schwartz' Legat
- 1925 og 1928: Akademiets stipendium
- 1928: Eckersberg Medaillen
- 1929: Grand prix, Barcelona
- 1930: Zacharias Jacobsens Legat
- 1935: Grand prix, Bruxelles
- 1937: Ny Carlsbergfondets Rejselegat
- 1938: Emil Bissens Præmie
- 1945: Freunds Legat
- 1949: Honorary Member of the Faculty of Royal Designers for Industri, The Royal Society of Arts, London
- 1954: C.F. Hansen Medaillen